# Búfal asiàtic domèstic
|  | Per a altres significats, vegeu «Búfal aquàtic asiàtic». |

El búfal asiàtic domèstic (Bubalus bubalis) és un gran ungulat, membre de la subfamília dels bovins que es troba tant en estat domèstic com silvestre. És el segon bòvid més gran, només el gaur el supera en la mida. El búfal aquàtic silvestre a vegades es considera una espècia diferent, Bubalus arnee, i l'antecessor del búfal domèstic. Aquest es tracta d'una espècie amenaçada que sobreviu a l'Índia, el Nepal, Bhutan, Myanmar i Tailàndia. El búfal aquàtic silvestre ja s'ha extingit al Pakistan, Bangladesh, Laos i el Vietnam. Hi ha búfals aquàtics ferals al nord d'Austràlia també.
La llista vermella Unió Internacional per a la Conservació de la Natura (UICN) d'espècies amenaçades classifica el búfal aquàtic silvestre (Bubalus arnee) com espècie amenaçada. El nombre total de búfals aquàtics silvestres és menor de 4.000 cosa que implica que el nombre d'individus madurs ha de ser menor de 2.500 i en declivi continuat de com a mínim el 20% en 14 anys (prop de dues generacions) i amenaçat per la hibridació amb els búfals domesticats.
El búfal aquàtic domèstic (Bubalus bubalis) deriva del búfal aquàtic silvestre com a producte de milers d'anys de cria selectiva. Amb la llet de les femelles d'aquesta espècie domèstica es fa tradicionalment la mozzarella però majoritàriament es fa amb llet de vaca.
El búfal africà o búfal del Cap (Syncerus caffer) és lleugerament menor i no pertany al gènere del búfal asiàtic domèstic.

## Taxonomia
El nom de Bubalus bubalis fou aplicat originalment al búfal aquàtic domesticat, però alguns especialistes no consideren aquest nom vàlid per a la població de búfals aquàtics silvestres i per a ells utilitzen el nom específic de arnee, seguint aquest criteri el búfal aquàtic silvestre es considera una espècie amb el nom de Bubalus bubalis diferent del búfal aquàtic domèstic. Altres especialistes en canvi considerarien que el búfals aquàtics silvestres serien una subespècie amb el nom de Bubalus bubalis arnee.

## Anatomia i morfologia

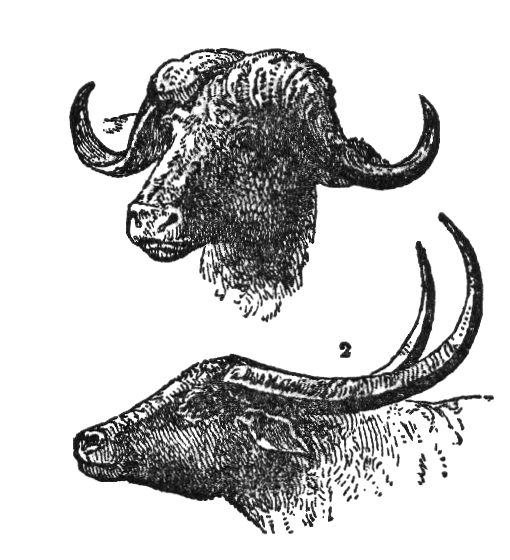
Diferències en les banyes entre el búfal africà (a dalt) i el búfal asiàtic domèstic (a sota)

Els búfals aquàtics silvestres adults poden arribar a pesar 1.200 kg mentre que les femelles pesen dues terceres parts d'aquest valor. Els búfals aquàtics domesticats pesen entre 400 i 900 kg. Els búfals aquàtics silvestres fan 2 metres d'alt i 3 metres de llargada.